# Liste der Monuments historiques in Mareuil-sur-Lay-Dissais
Die Liste der Monuments historiques in Mareuil-sur-Lay-Dissais führt die Monuments historiques in der französischen Gemeinde Mareuil-sur-Lay-Dissais auf.

## Liste der Bauwerke
| Bezeichnung       | Beschreibung              | Standort       | Kennzeichnung | Schutzstatus | Datum | Bild           |
| ----------------- | ------------------------- | -------------- | ------------- | ------------ | ----- | -------------- |
| Kirche Notre-Dame |                           | Dissais (Lage) | PA00110166    | Inscrit      | 1932  | weitere Bilder |
| Kirche St-Sauveur | Erbaut im 12. Jahrhundert | Mareuil (Lage) | PA00110165    | Classé       | 1877  | weitere Bilder |